# Битомець
Битомець (пол. Bytomiec, нім. Siebenbeuthen) — село в Польщі, у гміні Машево Кросненського повіту Любуського воєводства.
Населення — 131 особа (2011).
У 1975-1998 роках село належало до Зеленогурського воєводства.

## Демографія
Демографічна структура станом на 31 березня 2011 року:
|          | Загалом | Допрацездатний вік | Працездатний вік | Постпрацездатний вік |
| -------- | ------- | ------------------ | ---------------- | -------------------- |
| Чоловіки | 74      | 10                 | 51               | 13                   |
| Жінки    | 57      | 14                 | 30               | 13                   |
| Разом    | 131     | 24                 | 81               | 26                   |